# Cristiano Robert do Amaral
Cristiano Robert do Amaral, noto semplicemente come Cristiano (Sorocaba, 31 agosto 2001), è un calciatore brasiliano, centrocampista del Guarani in prestito dal São José.

## Carriera
Cresciuto nel settore giovanile del São Bento, nel 2020 viene prestato al Coritiba che lo aggrega alla propria formazione Under-20. Il 20 febbraio 2021 debutta fra i professionisti giocando l'incontro di Série A perso 2-0 contro il Ceará.
Nel 2021 viene prestato allo Sport Recife.

## Statistiche
Statistiche aggiornate al 29 ottobre 2021.

### Presenze e reti nei club
| Stagione        | Squadra         | Campionato      | Campionato | Campionato | Coppe nazionali | Coppe nazionali | Coppe nazionali | Coppe continentali | Coppe continentali | Coppe continentali | Altre coppe | Altre coppe | Altre coppe | Totale | Totale | Totale |
| Stagione        | Squadra         | Comp            | Pres       | Reti       | Comp            | Pres            | Reti            | Comp               | Pres               | Reti               | Comp        | Pres        | Reti        | Pres   | Reti   |        |
| --------------- | --------------- | --------------- | ---------- | ---------- | --------------- | --------------- | --------------- | ------------------ | ------------------ | ------------------ | ----------- | ----------- | ----------- | ------ | ------ | ------ |
| 2020            | Coritiba        | A1/PR+A         | 0+2        | 0          | CB              | 0               | 0               |                    | -                  | -                  |             | -           | -           | 2      | 0      |        |
| 2021            | Sport Recife    | A1/PE+A         | 0+5        | 0          | CB              | 0               | 0               |                    | -                  | -                  |             | -           | -           | 5      | 0      |        |
| Totale carriera | Totale carriera | Totale carriera | 7          | 0          |                 | 0               | 0               |                    | -                  | -                  |             | -           | -           | 7      | 0      |        |